# Sans contrefaçon
«Sans contrefaçon» es una canción de Mylène Farmer, escrita por Mylène Farmer y producida por Laurent Boutonnat. Este es el primer extracto del segundo álbum de Mylène Farmer, Ainsi soit je... (1988). Se lanzó el 16 de octubre de 1987.
Esta canción le otorgó un gran éxito en 1987 y es uno de los tres sencillos más vendidos. Hoy todavía, esta canción es muy popular en Francia y fue interpretada también por varios artistas. Un remix fue hecho por JCA      y fue lanzado como sencillo, de un álbum de remixes publicado en 2003 Remixes.

## Historia
Durante el verano de 1987, Mylène pasa sus vacaciones en una casa de alquiler junto a Laurent Boutonnat en el sur de Francia, en La Guardia Freinet. Mientras que Laurent trabaja con nuevas melodías, la cantante invita a la fotógrafa Elsa Trillat, con quien se reencuentra en unas semanas más tarde, para pasar algunos días con ellos.
En 2005, dio una entrevista a fanzine IAO, Y Elsa confiesa:

Durante sus vacaciones, andaba en auto con Mylène. Y me acuerdo de que ponía todo el tiempo música, pero en particular a […] Sylvie Vartan  que yo ame desde que soy pequeña. Notablemente "Comme un garçon". Elle me dice que, de pequeña, ella tenía el cabello corto y que la gente la solía confundir con un chico, y para que la confusión continuará también se ponía pantalones, luego le pregunté si tenía una nueva canción para lanzar pronto. Inmediatamente me dijo "" Tengo ya el título, y te va a dar placer 'Sans Contrefaçon/Sin falsificación/ Je suis un garçon/ yo soy un chico'  ñ, tu me has barroñado con tu Silvie Vartan!

 El título ya estaba hecho. Para el resto se pusimos en una esquina de la piscina y buscamos un diccionario de sinónimos y ella me dijo ' Tu vas a ver cómo escribir una canción' y comenzamos a hacer rimar las palabras, y en media hora ya teníamos preparadas las letras de su sencillo exitoso . A la noche misma, Laurent quien había aportado un pequeño arregló, al ver las letras en cuestión de minutos ya tenía en mente un sonido que encajara perfecto con ellas, por la voz del comienzo 'Dis maman, pourquoi je suis pas un garçon!?/Dime mamá porque jo no soy un chico?'Que es un pequeño guiño de ojo a una broma privada entre yo y Mylène. Hecha cuando hacíamos algunas compras, particularmente la coca, nuestra droga para las dos, yo desafiaba a la tímida Mylène a llamar a la vendedora de la tienda con esa voz de una pequeñita y ella lo hacía!, imagínala hablando con la voz que introduce Sans Contrefaçon, diciéndole a la vendedorra :Bonjour madame la marchande de légumes de poireaux /Buen día señora, vendedora de verduras y peras  ! Era terrible!.}}
Ahora que Mylène Farmer tenía la intención de proponer lanzar su propia versión de  "Déshabillez-moi" de Juliette Gréco como próximo sencillo, es Sans Contrefaçon el elegido, la canción es grabada en septiembre en París, luego realizó una sesión de fotos con Elsa Trillat, en las cuales Mylène porta dos vestimentas para azulejos y para cristales, también había
Remarcado dos vestimentas similares a las que había visto en una hoja de la revista Elle y había inmediatamente confiado en Bertrand Le Page, su mánager, que es eso lo que quería usar como estilo para la presentación de este sencillo.
- Datos: Q3472413